# Villechétive
Villechétive – miejscowość i gmina we Francji, w regionie Burgundia-Franche-Comté, w departamencie Yonne.
Według danych na rok 1990 gminę zamieszkiwały 132 osoby, a gęstość zaludnienia wynosiła 14 osób/km² (wśród 2044 gmin Burgundii Villechétive plasuje się na 778. miejscu pod względem liczby ludności, natomiast pod względem powierzchni na miejscu 963.).